# Kurioidea
Kurioidea (лат.) — надсемейство ракообразных из отряда бокоплавов.

## Описание
Тело латерально сдавленное. Глаза развиты. Гнатопод 2 не имеет полового диморфизма. Переоподы 5 и 7 почти равны по длине. Уропод 3 одночлениковый. Тельсон глубоко расщеплён.  Вспомогательный жгутик антенны 1 отсутствует. Базальный эндит максиллы 2 без апикального ряда волосков.

## Классификация
Включает 2 семейства и 3 вида. Надсемейство Kurioidea филогенетически близко к надсемействам Caspicoloidea, Hyaloidea и Talitroidea, вместе с которыми входит в состав инфраотряда Talitrida.
- инфраотряд Talitrida Rafinesque, 1815
  - парвотряд Talitridira Rafinesque, 1815
    - надсемейство Kurioidea Barnard, 1964)
      - семейство Kuriidae J.L. Barnard, 1964
        - род Kuria  Walker & Scott, 1903
          - Kuria longimanus Walker & Scott, 1903

        - род Micropythia  Krapp-Schickel, 1976
          - Micropythia carinata  (Bate, 1862)

      - семейство Tulearidae Ledoyer, 1979
        - род Tulearus  Ledoyer, 1979
          - Tulearus thomassini  Ledoyer, 1979